# William Cavendish (cortigiano)
Sir William Cavendish (1505 – 25 ottobre 1557) è stato un politico inglese, antenato della famiglia dei duchi di Devonshire.

## Biografia
William Cavendish si fece notare come membro della commissione istituita da Thomas Cromwell ("visitors of the monasteries") nell'ambito della dissoluzione dei monasteri voluta da re Enrico VIII Tudor quando decise di annettere alla Corona tutti i beni temporali della Chiesa cattolica. In seguito entrò a far parte del governo nell'ambito dell'Exchequer, organo amministrativo che si occupava di finanza. Grazie a questi incarichi aumentò enormemente il suo patrimonio tanto che venne accusato di avere approfittato della sua posizione durante la confisca dei beni ecclesiastici.
Le sue due prime mogli morirono entrambe, lasciandogli solamente due figlie femmine. Così, nel 1547 sposò Bess di Hardwick. Cavendish vendette i suoi possedimenti nel Suffolk e si trasferì nel Derbyshire, regione natale della moglie. Nel 1552 Sir William diede inizio alla costruzione di Chatsworth House.
Nei dieci anni del loro matrimonio William e Bess ebbero otto figli di cui sono due raggiunsero la maggiore età. Alcuni dei discendenti di William Cavendish furono duchi di Devonshire, altri duchi di Newcastle. Una nipote di sir William, Arbella Stuart, fu candidata al trono d'Inghilterra nel 1603.